# Limex (vervoerbedrijf)

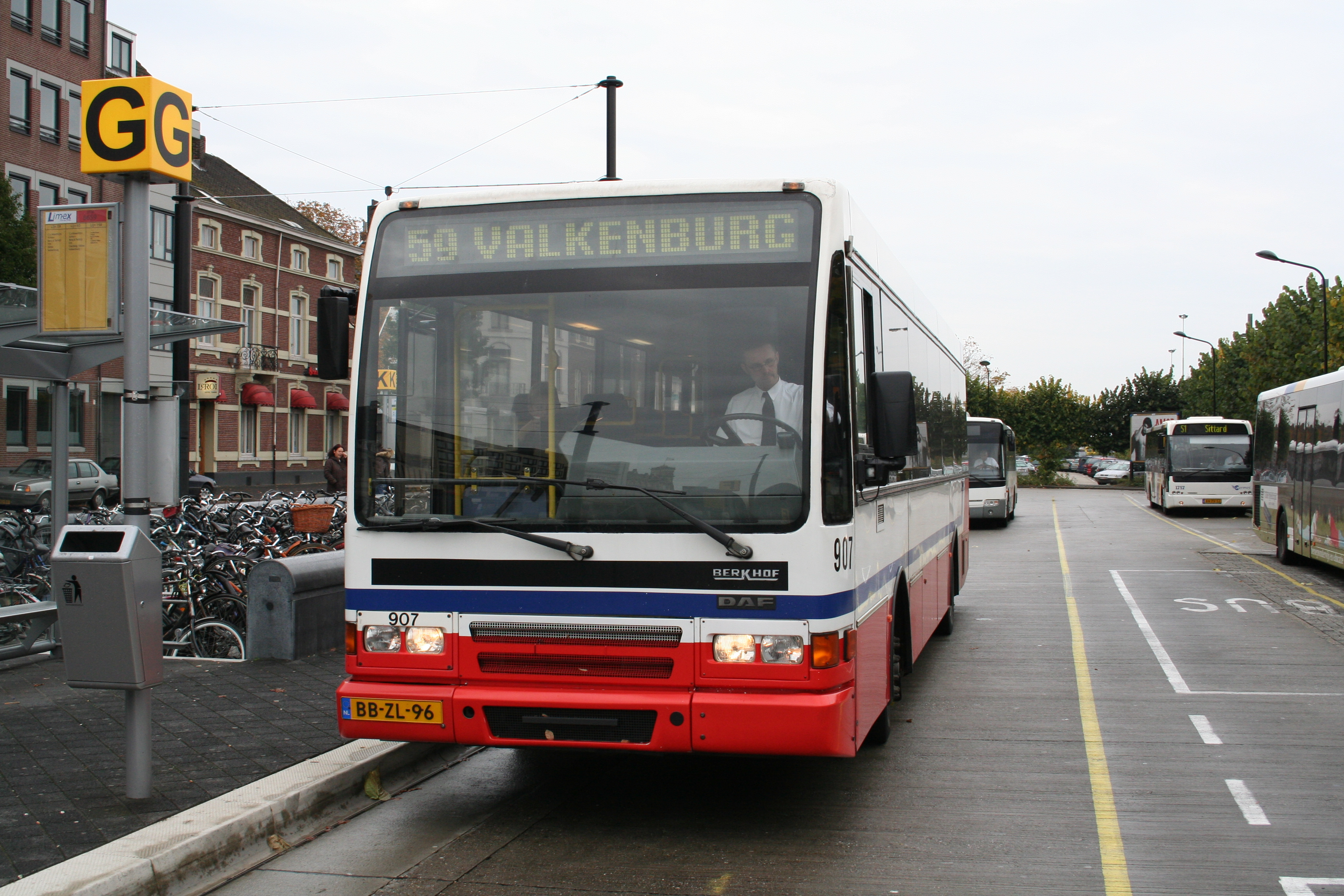
Een van de voormalige Vancom-bussen (Limex 907) op het net vernieuwde busstation van Maastricht, 28 oktober 2006.

Limex (Limburg Express) is een voormalig bedrijf voor streekvervoer in Zuid-Limburg.

## Geschiedenis
Het bedrijf, onderdeel van Veolia Transport Nederland, was op 26 april 2002 ontstaan nadat de concessie van Arriva Zuid-Limburg was overgenomen. Per 10 december 2006 is het bedrijf opgegaan in Veolia Transport Limburg.

## Gebied
De bussen van Limex reden in het Heuvelland, het gebied tussen Maastricht, Eijsden, Gulpen en Valkenburg.

## Concessie
Concessies worden uitgegeven door een OV-autoriteit; voor het Limex-gebied was dat de provincie Limburg.

## Materieel
Men reed voornamelijk rond met Mercedesbussen van de typen Conecto en Integro. De Integro's waren in het voorjaar van 2005 in dienst gekomen. Deze bussen reden met opschrift Limex Comfort Liner. Ook waren er nog enkele oudere DAF-Berkhofbussen, die Limex overnam van Arriva die ze zelf weer had overgenomen van Vancom.
| Serie    | Bouwjaar | Merk          | Type     | Informatie / Voormalige vervoerder(s) | Afbeelding |
| -------- | -------- | ------------- | -------- | --- | ---------- |
| 578      | 1990     | Den Oudsten   | B88      | Voormalig BBA-bus. Kwam tijdelijk in dienst tot er nieuw materieel in dienst kwam. |            |
| 901-910  | 1995     | Berkhof       | ST2000NL | Voormalig Arriva-bussen, daarvoor Vancom. 901 en 910 hebben nog tijdelijk dienstgedaan bij BBA tussen 2005 en 2007, onder nummers 9901 en 9910. 902 en 907 hebben in 2006 en 2007 nog tijdelijk dienstgedaan bij Veolia onder nummers 9902 en 9907. |            |
| 912      | 1989     | Mercedes-Benz | O405     | Voormalig Arriva 121, daarvoor GVBG. Kwam tijdelijk in dienst tot er nieuw materieel in dienst kwam. |            |
| 919      | 2004     | Mercedes-Benz | Sprinter | In gebruik voor op de buurtbuslijnen |            |
| 920-924  | 2004     | Mercedes-Benz | Conecto  | Oorspronkelijk bedoeld voor Connex West-Vlaanderen, maar kwamen daar nooit in dienst. |            |
| 925-926  | 2004     | Mercedes-Benz | Citaro   | |            |
| 927-929  | 2005     | Mercedes-Benz | Integro  | Kwamen oorspronkelijk in dienst voor de Limex Comfort Liner-diensten. Gingen in 2007 nog tijdelijk naar Noord-Brabant om daar dienst te doen totdat daar nieuw materieel in dienst kwam.                                                            |            |
| 1093     | 1996     | Berkhof       | ST2000NL | Voormalig Arriva-bus. Kwam tijdelijk in dienst tot er nieuw materieel in dienst kwam. |            |
| BR-SH-87 | 2005     | Mercedes-Benz | Citaro   | |            |